# Aechmea lingulata
Aechmea lingulata es una especie fanerógama de la familia de Bromeliáceas, originaria de Costa Rica y Venezuela.

## Descripción
Son epífitas que alcanzan un tamaño de 60-80(-100) cm en flor. Hojas 28-50(-80) cm; vainas 6-8 cm de ancho, ovadas, pardas y densa a moderadamente lepidotas en el haz, pajizas y moderadamente lepidotas en el envés; láminas 4-5 cm de ancho, liguladas, densa y fugazmente pelosas, serradas, agudas a redondeadas y acuminadas. Escapo 30-60 cm (a veces más), erecto, esparcidamente peloso a glabro; brácteas más largas que los entrenudos, erectas, las superiores angostas y el escapo ampliamente expuesto, débilmente pelosas, las más inferiores serradas, las medias y superiores enteras. Inflorescencia 14-25 cm, 1-pinnado compuesta, con 8-17 ramas, glabrescente; brácteas primarias más inferiores 1.5-3 cm, enteras; espigas con 12-27 flores polísticas. Brácteas florales 0.3-0.5 cm, más cortas a escasamente más largas que los ovarios, pero angostas y los ovarios ampliamente expuestos, más cortas que a tan largas como los entrenudos, acuminadas a punzantes, inconspicuamente nervadas, glabras, enteras. Flores sésiles o casi sésiles; sépalos 2-5(-7) mm, libres, asimétricos, punzantes, glabros.

## Distribución y hábitat
Se encuentra en las selvas altas perennifolias premontanas, a una altitud de 0-1300 metros, en Costa Rica, Panamá, Guayanas a Brasil, Antillas.

## Taxonomía
Aechmea lingulata fue descrita por (Linnaeus) Baker y publicado en Journal of Botany, British and Foreign 17: 164. 1879.
Etimología
Aechmea: nombre genérico que deriva del griego akme ("punta"), en alusión a los picos rígidos con los que está equipado el cáliz.
lingulata: epíteto latino que significa "como una lengua".
Variedades
- Aechmea lingulata var. lingulata
- Aechmea lingulata var. patentissima (Mart. ex Schult. & Schult.f.) L.B.Sm.

Sinonimia
- Bromelia lingulata L.
- Chevaliera lingulata (L.) Griseb.
- Hoplophytum lingulatum (L.) Beer
- Wittmackia lingulata (L.) Mez[4][5]

var. lingulata
- Aechmea odora (Miq.) Baker
- Aechmea plumieri Baker
- Aechmea poeppigii Baker
- Aechmea surinamensis Beer
- Billbergia odora Miq.
- Bromelia lingularia Houtt.
- Hohenbergia odora (Miq.) Baker
- Lamprococcus ramosus Beer
- Wittmackia glaziovii Mez
- Wittmackia odora (Miq.) Mez
- Wittmackia poeppigii (Baker) Mez

var. patentissima (Mart. ex Schult. & Schult.f.) L.B.Sm.
- Aechmea patentissima (Mart. ex Schult. & Schult.f.) Baker
- Billbergia patentissima Mart. ex Schult. & Schult.f.
- Wittmackia patentissima (Mart. ex Schult. & Schult.f.) Mez